# Moruga thickthorni
Moruga thickthorni là một loài nhện trong họ Barychelidae. Loài này phân bố ờ Queensland.